# Karlskoga härads sparbank
Karlskoga härads sparbank var en sparbank grundad 1854 som existerade fram till 1972 då den ombildades och gick upp i Örebro läns sparbank. Banken låg i Sparbankshuset vid Centralplan i Karlskoga.

## Historia
Banken bildades 22 maj 1853, den ursprunglista styrelsen utgjordes främst av brukspatroner och bergsmän. Till en början höll man till i ett skolhus i närheten av kyrkan och endast öppet två timmar på morgonen om söndagarna. 1862 tillkom nya styrelseledamoter och det beslutades att bankdirektören skulle närvara vid alla beslut om utlåning. Perioden 1869–1872 blev en svår tid banken med kraftiga konjunkturväxlingar. Med den nya sparbankslagen på 1890-talet stabiliserades bankens situation. 1885 beslutades att banken skulle ha 13 styrelseledamöter, och att de alla skulle erhålla arvode. 1924 beslutades om en omorganisation av bankledningen, och en verkställande direktör tillsattes. Huvudmän för banken var bland andra Johan Gustaf Forsberg, Ignatius Dahlin och Emil Blomquist. 
En egen bankbyggnad uppfördes 1897 av arkitekt Lars Kellman. 